# Nihoa tatei
Nihoa tatei là một loài nhện trong họ Barychelidae. Loài này phân bố ờ New Guinea.